# Tanumshede
Tanumshede est une localité de la commune de Tanum, dont elle est le chef-lieu, dans le comté de Västra Götaland en Suède.
Sa population était de 1 993 habitants en 2019.